# سن-الکساندر-دو-کاموراسکا، کبک
سن-الکساندر-دو-کاموراسکا (به فرانسوی: Saint-Alexandre-de-Kamouraska) شهری در منطقه شهری کاموراسکا ناحیه با-سن-لوران در استان کبک کانادا است. در سرشماری سال ۲۰۱۱ این شهر ۱٬۸۳۴ نفر جمعیت داشته‌است و مساحت آن ۱۱۵٫۹۵ کیلومتر مربع است.